# Le Lévéjac (marque)
Le Lévéjac et La Tome de Lévéjac sont des marques commerciales du GAEC Le Lévéjac employées pour identifier commercialement deux fromages fermiers de lait cru de brebis. Ce GAEC exploite une ferme agricole et des terres situées à Saint-Georges-de-Lévéjac, en Lozère. Deux troupeaux, dont un désaisonné, sont nécessaires pour produire le lait et le transformer en fromage toute l'année.

## Histoire
En 1998, après s'être affranchis de la filière roquefortaise, les trois associés du  GAEC Le Lévéjac ont créé cette marque commerciale fromagère, et investi dans un local de transformation. Les premiers fromages sont mis à la vente cette année-là.

## Production et transformation
La gamme fromagère de ces producteurs fermiers se compose de : 
- Un fromage à pâte molle à croûte lavée.
- Un fromage à pâte pressée non cuite, affiné trois mois.

### Transformation du lait cru
Ces agriculteurs s'inspirent d'usages et de recettes fromagères locales, tout en adoptant des procédés imposés par les normes en vigueur dans l'Union européenne et des contraintes liées aux rendements de production espérés (pas de moulage « à la louche », pas d'affinage à la cave mais en hâloir électrique, pressage hydraulique, emprésurage différé avec réchauffage du lait cru, suivi bactériologique du lait, suivi sanitaire des deux troupeaux).

### Commercialisation
Ces fromages sont commercialisés toute l'année, dans le village de Soulages, ou bien dans les marchés dits « de producteurs », ou autres boutiques de produits régionaux des environs…

### Désignations administratives employées et récompenses
- Fromage de Lozère
- Fromage fermier
- Fromage de montagne